# A un paso del cielo
Un passo dal cielo es una serie de televisión italiana emitida por Rai 1 en 2011 y protagonizada por Terence Hill como Pietro, un comandante del Cuerpo Forestal del Trentino-Alto Adigio.

## Desarrollo
Pietro es jefe de equipo del Cuerpo Forestal de San Candido (Bolzano), un hombre con un doloroso secreto detrás. Él era una leyenda de la montaña, un escalador capaz de conquistar los picos más difíciles hasta el trágico accidente de su mujer, que murió durante una escalada. Desde entonces su vida ha cambiado y elige para retirarse las montañas para recuperar la paz y encontrarse a sí mismo.
Pietro colabora con el ayudante de la comisaría de Policía, Huber, en la resolución de crímenes y casos sin aparente solución, a pesar de la oposición del comisario Vincenzo Nappi, un napolitano transferido a San Candido.

### Protagonistas
- Terence Hill es el jefe del cuerpo forestal protagonista como Pietro Thiene. (Temporada 1-3)
- Daniele Liotti es el nuevo jefe del cuerpo forestal protagonista como Francesco. (Temporada 4)
- Francesco Salvi es el subcomandante del cuerpo forestal como Felicino Scotton, "Roccia". (Temporada 1-4)
- Enrico Ianniello es comisario de la policía como Vincenzo Nappi.
- Gianmarco Pozzoli es el ayudante de la policía como Huber Fabricetti.
- Valentina D'Agostino es Marcella Cuccurullo, esposa del comisario (Temporada 1)
- Katia Ricciarelli es la hermana de "Roccia", como Assunta Scotton. (Temporada 1-3)
- Gabriele Rossi es hijo de Claudia y sobrino de Pietro. Como Giorgio Gualteri. (Temporada 1-3)
- Claudia Gaffuri es la hija invidente de "Roccia", como Chiara Scotton. (Temporada 1-3)
- Bettina Giovannini es la madre de Giorgio y cuñada de Pietro, como Claudia Gualteri.
- Alice Bellagamba es Miriam, la amiga y rival en el amor Chiara, camarero en un bar de San Candido. (Temporada 2)
- Miriam Leone es Astrid, prima de Huber. (Temporada 2)
- Rocío Muñoz Morales es Eva Fernández, una modelo condenada a los servicios sociales. (Temporada 3-4)

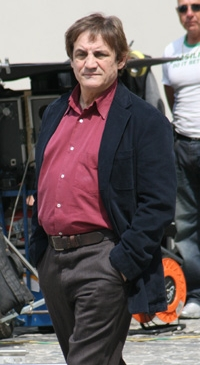
Francesco Salvi es Felicino Scotton
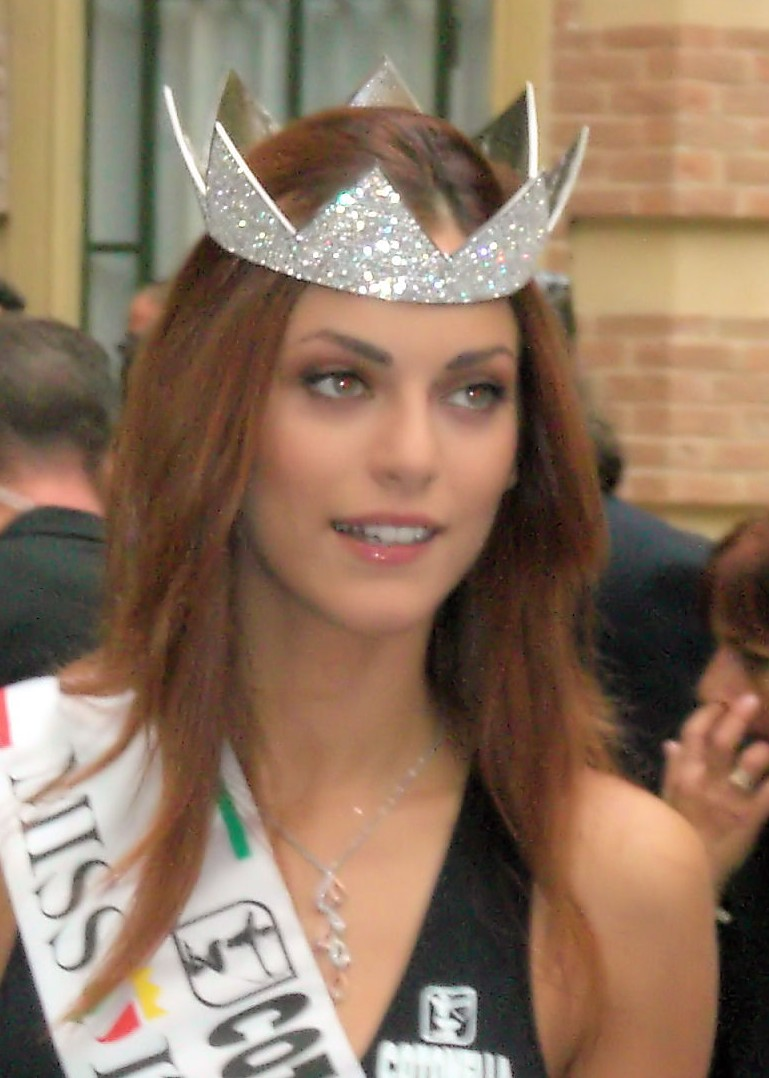
Miriam Leone es Astrid
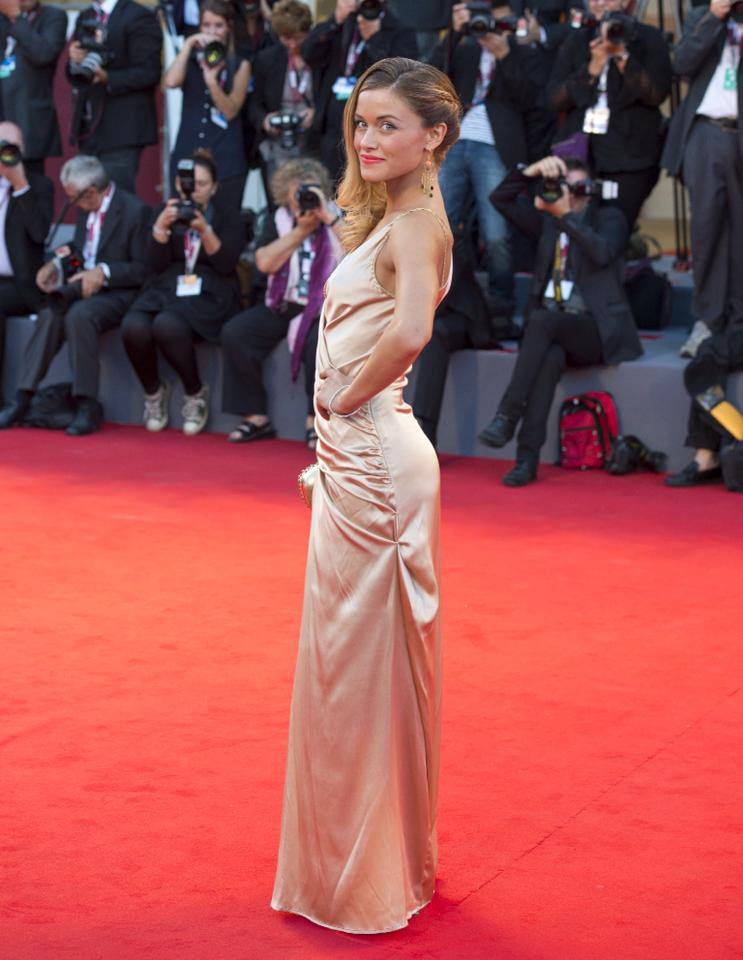
Alice Bellagamba es Miriam
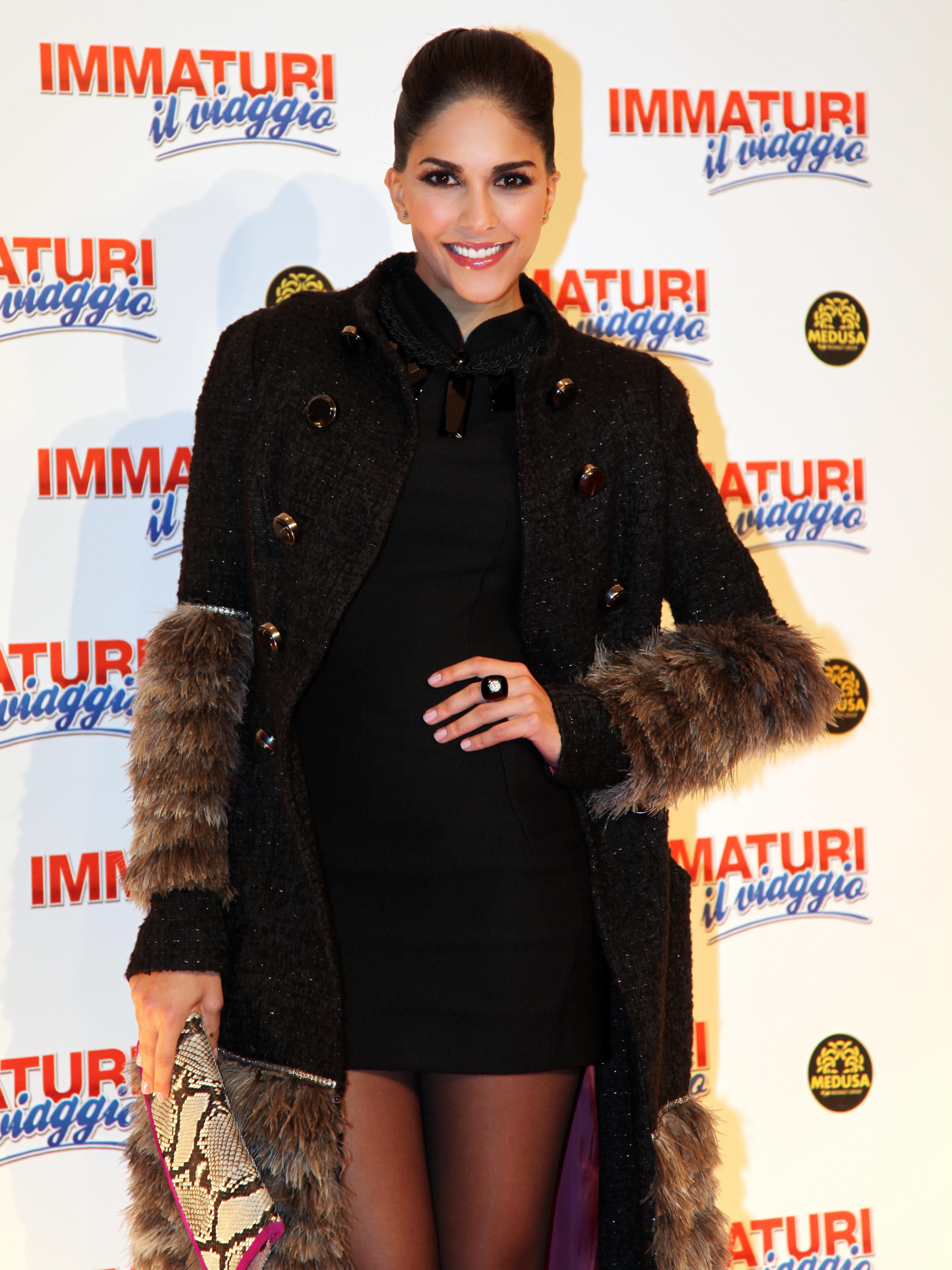
Rocío Muñoz Morales es Eva Fernández

## Episodios
| Temporada | Temporada | Episodios | Estreno Rai 1            | Final en Rai 1          |
| --------- | --------- | --------- | ------------------------ | ----------------------- |
|           | 1         | 12        | 10 de abril de 2011      | 17 de mayo de 2011      |
|           | 2         | 16        | 14 de octubre de 2012    | 29 de noviembre de 2012 |
|           | 3         | 18        | 8 de enero de 2015       | 16 de marzo de 2015     |
|           | 4         | 18        | 17 de enero de 2017      | 21 de marzo de 2017     |
|           | 5         | 10        | 12 de septiembre de 2019 | 14 de noviembre de 2019 |
|           | 6         | 8         | 1 de abril de 2021       | 20 de mayo de 2021      |
|           | 7         | 8         | 30 de marzo de 2023      | 8 de mayo de 2023       |

### Temporada 1 (2011)
| nº | Título original        | Título en castellano (TVE) |
| -- | ---------------------- | -------------------------- |
| 1  | Lo spirito del lupo    | El espíritu del lobo       |
| 2  | Il fantasma del mulino | El fantasma del molino     |
| 3  | Il giorno del santo    | El día del santo           |
| 4  | La prova del fuoco     | La prueba de fuego         |
| 5  | Il capriolo avvelenato | El cabrito envenenado      |
| 6  | Caccia al tesoro       | La búsqueda del tesoro     |
| 7  | Salvato dalle acque    | Rescatado del lago         |
| 8  | Un salto nel vuoto     | Un salto por la vida       |
| 9  | Il mostro del lago     | El monstruo del lago       |
| 10 | L'ape regina           | La abeja reina             |
| 11 | Il volo dell'aquila    | El vuelo del águila        |
| 12 | La lacrima del gigante | El coleccionista           |

### Temporada 2 (2012)
| nº | Título original           | Título en castellano (TVE)     |
| -- | ------------------------- | ------------------------------ |
| 1  | Facili prede              | Presas fáciles (primera parte) |
| 2  | Facili prede II           | Presas fáciles (segunda parte) |
| 3  | l richiamo del sangue     | La llamada de la sangre        |
| 4  | Il seme della gelosia     | La semilla de los celos        |
| 5  | L'istinto dell'uomo       | El instinto del hombre         |
| 6  | Tra le nuvole             | Entre las nubes                |
| 7  | La leggenda del pescatore | La leyenda del pescador        |
| 8  | Falsa partenza            | Falso adiós                    |
| 9  | Fuori dal mondo           | Fuera del mundo                |
| 10 | La nuova via              | Un nuevo camino                |
| 11 | Musica silenziosa         | Música silenciosa              |
| 12 | L'ombra del diavolo       | La sombra del diablo           |
| 13 | Vite sospese              | Vidas suspendidas              |
| 14 | La fuga                   | La fuga                        |
| 15 | Io ti salverò             | Yo te salvaré (primera parte)  |
| 16 | Io ti salverò II          | Yo te salvaré (segunda parte)  |

### Temporada 3 (2015)
| nº | Título original               | Título en castellano (Nova)        |
| -- | ----------------------------- | ---------------------------------- |
| 1  | Il figlio delle stelle        | El hijo de las estrellas           |
| 2  | Amici per la pelle            | Amigos del alma                    |
| 3  | Il migliore                   | El mejor                           |
| 4  | Il predatore                  | El depredador                      |
| 5  | Il giusto riposo degli alberi | El plácido descanso de los árboles |
| 6  | Caccia all'uomo               | Caza al hombre                     |
| 7  | Sepolta viva                  | Enterrada viva                     |
| 8  | Il sentiero della verità      | El sendero de la verdad            |
| 9  | Il veleno dell'uomo           | El veneno del hombre               |
| 10 | La scomparsa di Pietro        | La desaparición de Pietro          |
| 11 | Il toro                       | El toro                            |
| 12 | Oltre il buio                 | Mas allá de la oscuridad           |
| 13 | Soldi sporchi                 | Dinero sucio                       |
| 14 | Aliloke                       | Aliloke                            |
| 15 | Il castello di Monguelfo      | El castillo de Monguelfo           |
| 16 | Richiami lontani              | Señales lejanas                    |
| 17 | La leggenda vivente           | Una leyenda viva                   |
| 18 | La vera madre                 | La auténtica madre                 |

### Temporada 4 (2017)
| nº | Título original         | Título en castellano (Nova) |
| -- | ----------------------- | --------------------------- |
| 1  | La maschera del diavolo | La máscara del diablo       |
| 2  | Il sentiero verso casa  | El sendero a casa           |
| 3  | Sfida verticale         | Desafío vertical            |
| 4  | L'accusa                | La acusación                |
| 5  | La trappola             | La trampa                   |
| 6  | Il sacro fuoco          | El fuego sagrado            |
| 7  | Spiriti liberi          | Espíritu libre              |
| 8  | Oltre l'infinito        | Más allá del infinito       |
| 9  | La ragazza del lago     | La niña del lago            |
| 10 | La bella addormentata   | La bella durmiente          |
| 11 | Preda innocente         | Presa inocente              |
| 12 | L'uomo dei lupi         | El hombre de los lobos      |
| 13 | Radici                  | Raíces                      |
| 14 | Legami di sangue        | Lazos de sangre             |
| 15 | Il morso del dolore     | Mordisco letal              |
| 16 | La scelta               | La elección                 |
| 17 | Ferita mortale          | Herida mortal               |
| 18 | Il volto del demone     | El rostro del demonio       |

### Temporada 5 (2019)
| nº | Título original         | Título en castellano (Nova) |
| -- | ----------------------- | --------------------------- |
| 1  | Il ritorno              | El regreso                  |
| 2  | Le radici del male      | La raíz del mal             |
| 3  | Ferite profonde         | Heridas profundas           |
| 4  | Il gigante e il bambino | El niño y el gigante        |
| 5  | I figli di Deva         | Los hijos de Deva           |
| 6  | Fantasmi del passato    | Fantasmas del pasado        |
| 7  | Onora il padre          | Honrarás a tu padre         |
| 8  | La fuga                 | La fuga                     |
| 9  | La sorgente dell'odio   | La fuente del odio          |
| 10 | Il figlio               | El hijo                     |

### Temporada 6 (2021)
| nº | Título original             | Título en castellano (Nova) |
| -- | --------------------------- | --------------------------- |
| 1  | La bambina magica           | La niña mágica              |
| 2  | Sogni e ossessioni          | Sueños y obsesiones         |
| 3  | Il leone della montagna     | El león de la montaña       |
| 4  | Tanatosi                    | Tanatosis                   |
| 5  | La domesticazione dell'uomo | La domesticación del hombre |
| 6  | Il confine                  | La frontera                 |
| 7  | Il sentiero delle ore       | El sendero de las horas     |
| 8  | Lacrime nella pioggia       | Lágrimas en la lluvia       |

### Temporada 7 (2023)
| nº | Título original       | Título en castellano (Nova) |
| -- | --------------------- | --------------------------- |
| 1  | L'uomo degli Orsi     | El hombre de los osos       |
| 2  | Altezze diverse       | Distintas alturas           |
| 3  | Purosangue            | Purasangre                  |
| 4  | Solo per amore        | Solo por amor               |
| 5  | Radici e rami         | Raíces y ramas              |
| 6  | Nido d'amore          | Nido de amor                |
| 7  | Il guardiano del lago | El guardián del lago        |
| 8  | L'ultima verità       | La última verdad            |

### Temporada 8 (2025)
| nº | Título original             | Título en castellano |
| -- | --------------------------- | -------------------- |
| 1  | L'uomo dei ghiacci          |                      |
| 2  | La malga dell'alba          |                      |
| 3  | La bella addormentata       |                      |
| 4  | Il figlio del cielo         |                      |
| 5  | Il sentiero oltre le nuvole |                      |
| 6  | La casa dei ricordi         |                      |